# Eboryk
Eboryk (? - ?) – król Swebów w latach 583 - 583/584. Był synem i następcą króla Mirona.
Objął władzę po śmierci ojca, która miała miejsce prawdopodobnie pod Sewillą w 583 roku. Prowadził politykę uległości wobec potężnego sąsiada Leowigilda, króla Wizygotów, do czego był zmuszony po niepowodzeniu ojca w 583 roku. Częściowa utrata niepodległości wobec ariańskiego państwa Wizygotów, wywołała bunt w 583 lub 584 roku, na czele którego  stanął Audeca, krewny Eboryka, którego Audeka umieścił do klasztorze.